# Thermistis xanthomelas
Thermistis xanthomelas är en skalbaggsart som beskrevs av Holzschuh 2007. Thermistis xanthomelas ingår i släktet Thermistis och familjen långhorningar. Inga underarter finns listade i Catalogue of Life.